# Ernst Hilbich
Ernst Herbert Hilbich (Siegburg, 16 maart 1931 – Keulen, 20 februari 2025) was een Duitse acteur.

## Jeugd en opleiding
Ernst Hilbich wilde reeds na afsluiting van de lagere school acteur worden, maar zijn vader was het daar niet mee eens. Deze was van mening, dat hij eerst een fatsoenlijk beroep moest leren, wat hij uiteindelijk ook deed. Tijdens zijn opleiding in Troisdorf trad hij op in de jeugdgroep als kleinkunstenaar. Hij werkte vervolgens als elektromonteur en specialiseerde zich dan op bij reizende toneelgezelschappen optredende elektro-werkzaamheden. Via omwegen en verschillende jobs als podium-coördinator, requisiteur en chauffeur belandde hij uiteindelijk in het acteursvak. Hij had meerdere verbintenissen aan landelijke theaters, waaronder het Stadttheater in Konstanz en als operettekomiek in Hildesheim, totdat hij in 1959 bij het Kommödchen kwam.

## Carrière

### Als acteur
Zijn eerste rollen bij de televisie had hij in twee afleveringen van de misdaadserie Stahlnetz van regisseur Jürgen Roland in Spur 211 (1962) en Das Haus an der Stör (1963) met Rudolf Platte.
Later trad hij op in meerdere amusementsprogramma's op de televisie, waaronder de Rudi Carrell-show Am laufenden Band en in de uitzending Zum Blauen Bock. Daar zong hij de carnavalskraker Heut ist Karneval in Knieritz an der Knatter, die hij in de jaren 1970 en 1980 ten gehore bracht als hoogtepunt van de carnavals-uitzending, met een nieuw geschreven tekst door Heinz Schenk. In 1978 stond hij als kleermaker Wibbel op het podium van het Millowitsch-Theater in Keulen. In de WDR-tv-serie Die Anrheiner speelde hij de rol van Jupp Adamski.
Vanaf de jaren 1970 kon het publiek in meerdere amusante bioscoopfilms genieten van Hilbichs komisch talent, dat hij tot uitdrukking bracht in geprofileerde bijrollen, zoals in Die tollkühnen Penner (1971). Een jaar later vertolkte hij de heer Schnecke in Willy wird das Kind schon schaukeln en Dr. Heidemann in Betragen ungenügend. Er volgden optredens in films, zoals Unsere Tante ist das Letzte (1973), Geld oder Leber! (1986), Zärtliche Chaoten (1987), A.D.A.M (1988) en Late Show (1999).

### Als stemacteur
In de tv-serie Mission Terra leende hij zijn stem aan de robot Mikrolino.
Ernst Hilbich leende zijn stem aan meerdere figuren van de Augsburger Puppenkiste, waaronder de vogel Zapp in de productie Drei Dschungeldetective, de baby Hübner in de serie Katze mit Hut en de raaf Noro in Der Prinz von Pumpelonien. Bovendien synchroniseerde hij Lülü in Lülü das Burggespenst, de kleine mol Siegfried in Raub der Mitternachtssonne en de raaf Marlox in Zauberer Schmollo. Zijn bekendste synchronisatie voor de poppenkast blijft toch Eine Woche voller Samstage (1977) en Am Samstag kam das Sams zurück (1980).
Naast zijn omvangrijke werk voor de Augsburger Puppenkiste is de populaire acteur en cabaretier ook werkzaam voor de radio, zoals in de laatste meerdelige serie Paul Temple und der Fall Alex van Francis Durbridge en de jeugd-luisterboekproducties Pitje Puck, Fünf Freunde, Flitze Feuerzahn, Die drei Fragezeichen en TKKG. Naast stemmingsliederen publiceerde hij ook liederen met teksten van Wilhelm Busch.

## Privéleven
Na 27 gezamenlijke jaren trouwde hij in 2003 met de Keulse actrice Lotti Krekel.
Hilbich overleed op 20 februari 2025 op 93-jarige leeftijd.

## Filmografie

### Bioscoopfilms
- 1964: Polizeirevier Davidswache
- 1971: Komm in die Wanne, Schätzchen
- 1971: Zu dumm zum ...
- 1971: Die tollkühnen Penner
- 1971: Rudi, benimm dich!
- 1971: Hochwürden drückt ein Auge zu
- 1972: Willi wird das Kind schon schaukeln
- 1972: Kinderarzt Dr. Fröhlich
- 1972: Blutiger Freitag
- 1972: Betragen ungenügend!
- 1972: Der Schrei der schwarzen Wölfe
- 1972: Trubel um Trixie
- 1973: Unsere Tante ist das Letzte
- 1975: Ich denk', mich tritt ein Pferd
- 1986: Geld oder Leber!
- 1987: Zärtliche Chaoten
- 1988: A. D. A. M.
- 1998: Das Trio
- 1999: Late Show

## Televisie
- 1962: Stahlnetz: Spur 211
- 1963: Stahlnetz: Das Haus an der Stör
- 1979: Es begann bei Tiffany (televisiefilm)
- 1979-1987: Locker vom Hocker oder Es bleibt schwierig (comedyreeks, 11 afleveringen)
- 1986: Geschichten aus der Heimat - Die schwarze Witwe (televisieserie)
- 1987: Diese Drombuschs - Das zweite Leben (televisieserie)
- 1987: Geschichten aus der Heimat - Klingeln bei Krötzkes (televisieserie)
- 1988: Geschichten aus der Heimat - Glück im Unglück (televisieserie)
- 1991-1992: Leonie Löwenherz
- 1992: Geschichten aus der Heimat - Augenblick der Wahrheit (televisieserie)
- 1992–1993: Die große Freiheit (televisieserie, 8 afleveringen)
- 1994: Geschichten aus der Heimat - Szenen einer Ehe (televisieserie)
- 1996: Mit einem Bein im Grab - Schlimmer geht immer (televisieserie)
- 1998–2010: Die Anrheiner
- 2001: Familie Heinz Becker (televisieserie)
- 2007: Die ProSieben Märchenstunde - Die Prinzessin auf der Erbse - Qual der Wahl Royal

- Gemeinsame Normdatei: 114023662
- International Standard Name Identifier: 0000 0001 3309 1349
- MusicBrainz: cfb65a9e-ffee-4935-b01e-27b9bea59bc8
- Virtual International Authority File: 74546023
- WorldCat: E39PBJdmmrKpDVd3FypYp3R3Qq